# Сент-Джо (Техас)
Сент-Джо (англ. St. Jo) — місто (англ. city) в США, в окрузі Монтаг'ю штату Техас. Населення — 881 особа (2020).

## Географія
Сент-Джо розташований за координатами 33°41′42″ пн. ш. 97°31′23″ зх. д. / 33.69500° пн. ш. 97.52306° зх. д. (33.695023, -97.523071).  За даними Бюро перепису населення США в 2010 році місто мало площу 2,79 км², уся площа — суходіл.

## Демографія
Згідно з переписом 2010 року, у місті мешкали 1043 особи в 407 домогосподарствах у складі 282 родин. Густота населення становила 374 особи/км².  Було 473 помешкання (170/км²).
Расовий склад населення:
| - 90,9 % — білих - 1,2 % — азіатів - 1,0 % — корінних американців - 0,1 % — чорних або афроамериканців - 3,7 % — осіб інших рас |

До двох чи більше рас належало 3,2 %. Частка іспаномовних становила 10,2 % від усіх жителів.
За віковим діапазоном населення розподілялося таким чином: 27,1 % — особи молодші 18 років, 57,8 % — особи у віці 18—64 років, 15,1 % — особи у віці 65 років та старші. Медіана віку мешканця становила 37,9 року. На 100 осіб жіночої статі у місті припадало 94,6 чоловіків;  на 100 жінок у віці від 18 років та старших — 94,4 чоловіків також старших 18 років.
Середній дохід на одне домашнє господарство  становив 53 907 доларів США (медіана — 41 667), а середній дохід на одну сім'ю — 58 800 доларів (медіана — 49 313). Медіана доходів становила 38 864 долари для чоловіків та 23 125 доларів для жінок. За межею бідності перебувало 12,8 % осіб, у тому числі 19,5 % дітей у віці до 18 років та 10,7 % осіб у віці 65 років та старших.
Цивільне працевлаштоване населення становило 536 осіб. Основні галузі зайнятості: освіта, охорона здоров'я та соціальна допомога — 26,5 %, мистецтво, розваги та відпочинок — 15,3 %, сільське господарство, лісництво, риболовля — 11,0 %, виробництво — 8,8 %.